# 上場瞳
上場 瞳（うえば ひとみ、1985年8月31日 - ）は、近畿地方と岡山県を拠点に活動している日本のタレント。ラジオDJ、イベントMCとしての活動を主としている。セイプロダクション所属。
大阪府出身・在住。愛称はひーとん。

## 出演

### ラジオ番組
- ABCミュージック21（ABCラジオ、2008年 - 2009年）
- DELICIOUS DONUT（α-STATION）
- Be Smart!（ウメダFM Be Happy!789） - Tuesday 担当[2]
- ビギナーズJAZZ..gogo!（ウメダFM Be Happy!789、2014年[2] - 2016年[3]） - DJ
- DO YOU ハツラツ!?（タッキー816みのおエフエム）
- ビートジャック（webラジオ）
- ラジオDJステーション（グランスノー奥伊吹） - ゲレンデDJ
- Netz TOYOTA OKAYAMA 週末にエールを♪（FM OKAYAMA）
- Ario Happy Saturday（FM OKAYAMA）
- Viva la radio（Kiss FM KOBE） - 「パナホーム兵庫 presents あめにてぃレポート」のコーナーレポーター（月に2回の出演）[1]

### テレビ番組
- 情報BOXワイドたかつき（J:COM 高槻）
- おうみ！かわら版（ZTV彦根放送局）